# Alexis Perrey
Pour les articles homonymes, voir Perrey.
Alexis Perrey, né le 6 juillet 1807 à Sexfontaines et mort en 1882 à Paris, est un géologue et sismologue français. 
Docteur en sciences, il est professeur de mathématiques spéciales à la faculté des sciences de Dijon.

## Biographie
Alexis Perrey a notamment catalogué les séismes anciens et contemporains, posant ainsi les bases de ce qui devint la sismologie historique laquelle contribue, grâce à des catalogues critiques, à identifier les zones à risque et les intervalles de récurrence des séismes.

## Publications
- Détermination de l'orbite d'une étoile d'un système binaire dans son mouvement autour de l'autre, Dijon : Douillier, 1837
- Leçons de cosmographie, rédigées d'après le programme de l'université, et accompagnées de figures et de deux planisphères, pour la méthode des alignements, Dijon : Douillier, 1838
- Mémoire sur les tremblements de terre dans le bassin du Danube, 1848
- Sur la détermination de l'orbite des planètes et des comètes, Paris : impr. de Bachelier, vers 1850
- Documents sur les tremblements de terre et les phénomènes volcaniques aux Moluques, Épinal : impr. Ve Gley , vers 1857-1860
- Documents sur les tremblements de terre au Pérou : dans la Colombie et dans le bassin de l'Amazone, recueillis, traduits et mis en ordre par Alexis Perrey, vers 1858
- Note sur les tremblements de terre en 1863, avec suppléments pour les années antérieures de 1843 à 1862, Bruxelles : impr. M. Hayez, vers 1865
- Documents sur les tremblements de terre et les phénomènes volcaniques des îles Aleutiennes : de la péninsule d'Aljaska et de la côte nord d'Amérique, Imp. J.-E. Rabutût, 1866
- Note sur les tremblements de terre en 1866 et 1867, avec suppléments pour les années antérieures, de 1843 à 1865, Bruxelles : impr. M. Hayez, vers 1869
- Observations météorologiques faites à Dijon pendant les années 1855-1858, Dijon, vers 1867